# 厄爾·艾佛瑞爾
霍華德·厄爾·艾佛瑞爾（英語：Howard Earl Averill，1902年5月21日—1983年8月16日），為美國職棒大聯盟的外野手。生涯一共效力過印地安人、老虎與勇士等隊。他生涯6次入選全明星，並在1975年入選名人堂。

## 職業生涯
1929年，艾佛瑞爾以27歲「高齡」登上大聯盟。他生涯前11個賽季都效力於印地安人。1937年明星賽，艾佛瑞爾在一次擊球中不小心把球擊中投手Dizzy Dean的腳趾，Dean也因為這個傷勢，讓他從一個平均單季拿下24勝的強投變成一個球季僅能拿下4勝的普通投手。最終Dean在1941年退休，當時他也才31歲。1930年9月17日，艾佛瑞爾成為第一位在雙重賽敲出4支全壘打的球員。另外他也是第一位在開幕戰首打席敲出全壘打的球員。1936年，他以3成78的打擊率排名美聯第二。
1935年7月1日，艾佛瑞爾在施放煙火時，其中一個煙火不慎在他手中爆炸，導致他的手指、臉和胸部都燒傷。
1937年，艾佛瑞爾因為先天的脊椎問題導致他一度癱瘓。這個病迫使他改變打擊姿勢，不過這也讓他的打擊火力不如以往。
1939年6月14日，他被交易至底特律老虎。這年老虎闖進世界大賽，艾佛瑞爾在系列賽3個打席沒有擊出安打，最終老虎3勝4敗不敵紅人。
1941年，他加入波士頓勇士。不過他因為打擊不佳而在4月29日遭到球隊釋出。之後他就沒有再登上大聯盟。
總計他13年的大聯盟生涯，艾佛瑞爾的生涯打擊率為3成18，擊出238轟與1164分打點。上壘率為3成95，長打率為5成34。另外他生涯有8個球季單季超過3成打擊率，也有5次達成單場至少5支安打的紀錄。

## 個人生活
退休之後，艾佛瑞爾認為自己非常有資格入選名人堂。他甚至發布聲明如果他在死後才被入選，他不希望他的名字被放進名人堂裡面。最終他在1975年入選，而他於1983年辭世。
他的兒子小厄爾也是一名棒球員，他在1956年至1963年間於大聯盟打球，並專職捕手，偶爾擔任外野手與內野手。

## 外部連結
- 球員資訊和成績在MLB ，ESPN ，Retrosheet ，Baseball Reference ，Baseball Reference (Minors) ，Fangraphs ，The Baseball Cube （英文）
- 厄爾·艾佛瑞爾在台灣棒球維基館上的頁面（繁體中文）

| 前任： 吉米·法克斯 | 完全打擊 1933年8月17日 | 繼任： Babe Herman |